# Les Llanes
Les Llanes ist ein Weiler in der Parroquia Pola de Laviana der Gemeinde Laviana in der autonomen Region Asturien in Spanien.

## Geographie
Les Llanes ist ein Weiler mit 16 Einwohnern (2011). Er liegt auf 390 m. 
Les Llanes ist eineinhalb Kilometer von Pola de Laviana, dem Hauptort der Gemeinde Laviana, entfernt.

## Wirtschaft
Der Weiler besteht aus landwirtschaftlichen Betrieben, die jedoch nicht mehr alle genutzt werden.

Land- und Forstwirtschaft sowie der Abbau von Kohle und Eisen haben die Region seit Jahrhunderten geprägt.

## Klima
Angenehm milde Sommer mit ebenfalls milden, selten strengen Wintern. In den Hochlagen können die Winter durchaus streng werden. 